# Station Corseul - Languenan
Station Corseul - Languenan is een spoorweghalte in de Franse gemeente Languenan. Zij wordt bediend door treinen van het netwerk TER Bretagne op het traject Dinan - Saint-Brieuc.